# عز الدين هابز
عز الدين هابز (19 يوليو 1993) هو عداء فرنسي-مغربي للمسافات المتوسطة والطويلة، حاصل على الميدالية البرونزية في سباق 1500 متر في بطولة أوروبا لألعاب القوى داخل الصالات 2023.

## حياته الشخصية
ولد ونشأ في المغرب، ثم انتقل إلى فرنسا عام 2012، ليحصل بعدها على الجنسية الفرنسية، وبدأ بتمثيل فرنسا في أغسطس 2018، وحاصل على شهادة في علم الاجتماع من جامعة باريس.

## حياة مهنية
في أكتوبر 2018، أصبح بطل نصف الماراثون الفرنسي. وفي 29 فبراير 2020، فاز بسباق 3000 متر في البطولة الفرنسية لألعاب القوى داخل الصالات بزمن قدره 7:57.20.

## الانجازات
| التاريخ | البطولة                    | المكان           | المركز           | الحدث                             | الوقت   |
| ------- | -------------------------- | ---------------- | ---------------- | --------------------------------- | ------- |
| 2019    | بطولة أوروبا للعدو الريفي ‏ | لشبونة، البرتغال | السادس والثلاثون | بطولة أوروبا للعدو الريفي للشباب ‏ | 31:47   |
| 2021    | البطولة الأوروبية للصالات ‏ | تورون، بولندا    | الثاني والعشرون  | 1500 متر                          | 3:41.55 |
| 2021    | الألعاب الأولمبية الصيفية  | طوكيو، اليابان   | السابع عشر       | 1500 متر                          | 3:35.12 |
| 2021    | بطولة أوروبا ‏              | دبلن، أيرلندا    | الثاني           | بطولة أوروبا للعدو الريفي ‏        | 18:05   |
| 2022    | ألعاب القوى                | وهران، الجزائر   | الأول            | 1500 متر                          | 3:41.65 |
| 2022    | البطولة الأوروبية ‏         | ميونخ، ألمانيا   | العاشر           | 1500 متر                          | 3:40.92 |
| 2022    | بطولة أوروبا للعدو الريفي ‏ | تورينو، إيطاليا  | الثالث           | بطولة أوروبا للعدو الريفي ‏        | 17:31   |
| 2023    | البطولة الأوروبية للصالات ‏ | إسطنبول، تركيا   | الثالث           | 1500 متر                          | 3:35.39 |

## روابط خارجية
- عز الدين هابز على موقع الاتحاد الدولي لألعاب القوى (الإنجليزية)
- عز الدين هابز على موقع الاتحاد الفرنسي لألعاب القوى (الفرنسية)
- عز الدين هابز على موقع أوليمبيديا (الإنجليزية)